# Tapojärvi
Tapojärvi är en sjö i Finland. Den ligger i kommunen Muonio i landskapet Lappland, i den norra delen av landet, 800 km norr om huvudstaden Helsingfors. Tapojärvi ligger 175,4 meter över havet. Den är 7,2 meter djup. Arean är 1,55 kvadratkilometer och strandlinjen är 5,9 kilometer lång. Sjön  ingår i Torne älvs huvudavrinningsområde.   Den sträcker sig 1,7 kilometer i nord-sydlig riktning, och 2,0 kilometer i öst-västlig riktning.